# Microtheoris
Microtheoris là một chi bướm đêm thuộc họ Crambidae.